# SC Wiener Neustadt
SC Wiener Neustadt este un club de fotbal din Wiener Neustadt, Austria. Echipa joacă meciurile de acasă pe Stadionul Wiener Neustadt cu o capacitate de 10.000 de locuri.

## Lotul curent
La 17 January, 2011.
| Nr. |                       | Poziție | Jucător            |
| --- | --------------------- | ------- | ------------------ |
| 1   | Austria               | P       | Manfred Razenböck  |
| 2   | Cehia                 | F       | Pavel Košťál       |
| 3   | Austria               | F       | Thomas Kral        |
| 6   | Austria               | M       | Michael Stanislaw  |
| 8   | Austria               | M       | Tomas Simković     |
| 9   | Bosnia și Herțegovina | A       | Mirnel Sadović     |
| 10  | Austria               | M       | Alexander Grünwald |
| 11  | Austria               | M       | Patrick Niklas     |
| 13  | Austria               | F       | Wolfgang Klapf     |
| 15  | Austria               | F       | Michael Madl       |
| 16  | Austria               | F       | Andreas Schicker   |
| 17  | Austria               | A       | Thomas Helly       |
| 18  | Bosnia și Herțegovina | M       | Edin Salkic        |

| Nr. |          | Poziție | Jucător               |
| --- | -------- | ------- | --------------------- |
| 20  | Austria  | A       | Johannes Aigner       |
| 21  | Cehia    | M       | Václav Koloušek       |
| 22  | Austria  | F       | Christian Haselberger |
| 23  | Austria  | M       | Mario Reiter          |
| 24  | Austria  | P       | Ihsan Poyraz          |
| 25  | Austria  | F       | Christian Ramsebner   |
| 26  | Austria  | F       | Christian Thonhofer   |
| 27  | Austria  | P       | Jörg Siebenhandl      |
| 28  | Austria  | M       | Bernd Besenlehner     |
| 30  | Austria  | M       | Guido Burgstaller     |
| 31  | Austria  | M       | Matthias Maak         |
| 32  | Slovenia | P       | Sašo Fornezzi         |